# Strom svatebčanů
Strom svatebčanů (také označovaný jako Dub v Údolí 2) je památný strom, který roste na území národní přírodní památky Terčina údolí u Nových Hradů. Stojí na kraji lesního porostu při červené turistické trase (a naučné stezce Terčino údolí) asi 25 metrů od potoka.

## Základní údaje
- název: Strom svatebčanů, Dub v Údolí 2
- výška: 25 m[1]
- obvod: 672 cm (1987)[1][2], 720 cm (1995)[2][3][4]
- věk: 350-400 let[3], 500-600 let[4]
- zdravotní stav: 2 (1987, 1995)[2]
- finalista soutěže Strom roku 2011
- sanace: pravděpodobně ano
- umístění: kraj Jihočeský, okres České Budějovice, obec Nové Hrady, část obce Údolí u Nových Hradů
- souřadnice: 48°46'47.5"N, 14°45'26.0"E

## Stav stromu a údržba
Kmen dubu je při zemi rozšířený v mohutné kořenové náběhy, ve výšce 4-5 metrů se oddělují dvě široce rozevřené větve (patrné jsou pozůstatky po zaniklé větvi), výš se kmen dělí na dvě kosterní větve, které pokračují vzhůru. Některé rány jsou odborně ošetřené, koruna vyvázaná.

## Historie a pověsti
Podle místního zvyku stvrzují novomanželé polibkem pod korunou starého dubu svatební slib. K místu se váže i pověst o trpaslících a panském správci. Ten chtěl vykácet stromy okolo cesty; jakmile ale zařízl pilu do prvního, trpaslíci zasáhli a správcovo stavení spadlo.

## Památné a významné stromy v okolí
- Dub v Údolí 1
- Novohradský dub